# Stadio Buitoni
Lo stadio comunale Buitoni (in passato campo sportivo Dopolavoro Buitoni) è il più antico impianto calcistico di Sansepolcro e uno dei principali stadi dell'Alta Valle del Tevere, sede degli incontri interni dell'SSD VA Sansepolcro.

## Architettura e arte
La struttura, ubicata nel quartiere Triglione, si presenta con un manto erboso soffice e ben livellato, è dotata di un impianto di illuminazione e ha una capienza di 2000 persone, di cui 1.200 in tribuna coperta e scoperta per il pubblico locale e 800 nella gradinata ospiti. Architettonicamente si caratterizza per la struttura in muratura in mattoni e pietra della parte terminale, che include le rampe d'ingresso dagli spogliatoi ed è decorata da una Torre di Maratona, che ricorda quelle realizzate nel 1932 nello stadio Artemio Franchi di Firenze e, con caratteristiche più complesse, "Dallara" di Bologna. La torre di Maratona, per quanto di dimensioni piuttosto piccole ma proporzionate al resto dell'edificato, è il simbolo dello stadio.
Nel maggio 2021 l'artista Deno realizza sul muro della tribuna un grande murale nello stile dell'arte di strada, raffigurante la scritta Sansepolcro intersecata con scene calcistiche, il profilo urbano del centro storico e la data 1921, anno di fondazione della squadra di calcio cittadina; la realizzazione intende sottolineare il legame tra il territorio e lo sport.

## Storia
L'idea della costruzione di uno stadio, allora detto campo sportivo, maturò all'interno del dopolavoro aziendale della Buitoni, la principale industria della città e del territorio altotiberino tosco-umbro.
Il 15 ottobre 1933, in occasione dell'inaugurazione del campo sportivo Buitoni, venne organizzata una manifestazione ginnico-sportiva alla presenza del vescovo di Sansepolcro, Pompeo Ghezzi, del prefetto di Arezzo e del segretario federale provinciale del PNF.
La prima partita ufficiale del Sansepolcro al campo sportivo Dopolavoro Buitoni venne giocata contro gli eterni rivali del Città di Castello, finito 3 a 2 per i biancorossi castellani.
In seguito vennero eseguiti altri lavori di restauro nel 1940.
Nel 1988 la nuova proprietà della Buitoni, passata l'anno prima alla CIR guidata da Carlo De Benedetti, ha donato lo stadio al Comune di Sansepolcro.
Lo stadio ha assunto la sua attuale conformazione alla luce dei numerosi restauri e modifiche (ultimi quelli del 2000/2001, con il rifacimento di spogliatoi, bagni e bar). Nel 2017 l’impianto è stato oggetto di una serie di interventi per la messa in sicurezza dei gradoni riservati agli ospiti (con la realizzazione di un’ulteriore scala di smistamento) che hanno compreso anche l’installazione di segnaletica di sicurezza e le norme di comportamento e il ripristino dell’impianto di illuminazione di emergenza. La capienza dello stadio è stata limitata a 620 persone, di cui 400 sulla tribuna e gradoni riservati ai sostenitori locali e 220 sui gradoni riservati alla tifoseria ospite. I lavori sono stati inaugurati domenica 16 settembre 2018, con lo scoprimento di una lapide dedicata alla memoria di Bruno Nespoli, calciatore di Sansepolcro al quale è stato intitolato lo Stadio comunale di Olbia.